# (30564) Olomouc
(30564) Olomouc est un astéroïde de la ceinture principale.

## Description
(30564) Olomouc est un astéroïde de la ceinture principale. Il fut découvert le 28 juillet 2001 à l'observatoire d'Ondřejov par Petr Pravec. Il présente une orbite caractérisée par un demi-grand axe de 2,60 UA, une excentricité de 0,14 et une inclinaison de 3,9° par rapport à l'écliptique.

## Compléments